# Песно (деревня)
Песно — деревня в Западнодвинском районе Тверской области. Входит в состав Западнодвинского сельского поселения.

## История
Село Песно впервые упоминается в писцовых книгах уже в XV веке, а о церковь в селе говорится в «Писцовой книге Торопецкого уезда 7048-7049 (1540-41) гг.: «Село Пестно над озером над Пестном, а перевара Всхонъская, стала церковь Козьма и Демьян… А село Пестно запустела от литовские войны…» Затем она упоминается в «Переписной книге переписи Торопецкого уезда 1710 г.»: «№ 371 По скаски папа … погост Песна храм во имя Преображения Спасава…».
Дошедший до наших дней храм Спаса Преображения на Песненском погосте (или Преображенский Собор в Песно) является старейшим сооружением не только села, но и всей округи. Это своеобразный памятник торопецкого круга храмов. Строительство его началось в 1745 году и длилось до 1775 года. Прямоугольный объем, покрытый ленточным рустом и прорезанный арочными воротами и калиткой, служил также основанием для яруса звонницы, увенчанной высоким шатром. Здание выстроено из большемерного кирпича и покрыто известковой обмазкой. Двухъярусная, пятиглавая, с короною под куполом церковь в стиле барокко была построена «заботливостью прихожан»  и имела пять престолов. В верхнем этаже три холодных: главный - во имя Преображения Господня, придельные - во имя Владимирской иконы Божьей Матери и во имя чудотворцев Косьмы и Дамиана. Внизу два теплых - во имя Архангела Гавриила и во имя святого митрополита Дмитрия Pостовского Чудотворца. В Преобжееский храм каждое воскресенье на молебен через озеро плавала помещица Челищева из соседней деревни Наволок. Скорее всего храм строился на её средства. Помещица предположительно была похоронена вместе с малолетним сыном в склепе рядом с церковью (в настоящее время разорен). В склепе на восточной окраине тогда еще Псковской губернии покоились многие представители рода, обрусевших потомков императора Священной Римской империи Оттона III. В 1890 г. на кладбище в Песно был похоронен также уроженец села Сергеевское, действительный тайный советник, губернатор Смоленска (1871-1880), почетный гражданин городов Смоленска, Гжатска, Красного, Дорогобужа, Поречья, Рославля, Белого и Юхнова, кавалер орденов Св. Владимира 3-й степени, и Св. Станислава 1-й степени, благотворитель и меценат Александр Григорьевич Лопатин. При церкви до сих пор имеется кладбище, но старинных захоронений там нем не обнаружено.
В XIX веке храм незначительно перестраивается, появляется надвратная колокольня. До нас дошло его подробное описание, опубликованное в «Псковских епархиальных ведомостях» за 1896 г. На каменной, отдельно стоящей от храма, колокольне висело 5 колоколов. 
В 1840 году в связи с сокращением штатов к Преображенской церкви также приписана церковь Живоначальной Троицы в соседнем селе Tpoицком . В 1876 году причт церкви в Песно состоял из священника и псаломщика. История сохранила нам имена некоторых священников, служивших в Песненской церквиВ 1879 году настоятелем был священник А. Парийский о котором мы имеем ряд воспоминаний.
По данным «Клировых ведомостей» за 1876 год к Песненской церкви приписано 105 дворов в 39 деревнях — 520 мужчин и 552 женщины, по данным за 1879 г. — 632 мужчины и 700 женщин. Однако а самом Песно по данным «Списков населенных мест Торопецкого уезда 1885 г.» - 4 двора и 15 жителей. 
По воспоминаниям местных жителей, служба в храме велась до 1936 года включительно. Храм не был существенно поврежден во время ВОВ, однако частично сохранялось внутреннее убранство. Удивительно, но жители д. Песно до 50-х годов XX века сохраняли традицию проведения деревенских праздников в дни празднования Православной Церковью памяти святых бессеребреников Косьмы и Дамиана Римских (14 июля н.с.) и Ассийских (14 ноября н.с.).
Разрушать храм начали в начале 1960-х. Были сняты деревянные полы для нового здания сельсовета, кирпич разбирался на печи. Из-за отсутствия кровли под воздействием влаги стали разрушаться своды и стены юго-восточной части храма, утрачены западное крыльцо-рундук с двумя парами лестничных маршей и двумя массивными столбами на верхней площадке, а также Святые ворота, стоявшие в нескольких метрах к западу от церкви.
До 2005 года деревня входила в состав ныне упразднённого Улинского сельского округа. В 2012 году, по благословению преосвященного Андриана, епископа Ржевского и Торопецкого, начались работы по восстановлению уникального памятника архитектуры XVIII века. Пять престолов храма были освящены в честь Преображения Господня, Владимирской иконы Божией Матери, Архангела Гавриила, Святителя Дмитрия Ростовского и святых бессеребрянников Косьмы и Дамиана. На сегодняшний момент работы приостановлены в связи с нехваткой средств и отсутствием интереса среди руководства района.

## География
Деревня расположена в 27 километрах к западу  от районного центра, города Западная Двина. В 300 метрах к северу от деревни находится озеро Песно. Ближайший населённый пункт — деревня Улин (3,5 километра на юг).
Часовой пояс
Деревня Песно, как и вся Тверская область, находится в часовой зоне МСК (московское время). Смещение применяемого времени относительно UTC составляет +3:00.

## Население
| 2010 |
| ---- |
| 1    |

В 1875 году в селе жили 15 жителей. Население деревни по переписи 2002 года составляло 3 человека.
Национальный состав
Согласно результатам переписи 2002 года, в национальной структуре населения русские составляли 100 % от жителей.